# Хромові родовища та прояви Середнього Побужжя
Хромові родовища та прояви Середнього Побужжя
На території Середнього Побужжя відомо 2 родовища та 8 опошукованих рудопроявів хромітових руд, які сконцентровані в межах Деренюхінського рудного вузла і є одним з провідних видів корисних копалин Середнього Побужжя. Всі вони, без винятку, пов'язані з масивами ультраосновних порід капітанівського комплексу, на площу розповсюдження якого впливають, насамперед, глибинні фактори. Ультрабазити комплексу зосереджені в межах Пушківського гравітаційного максимуму, природа якого, імовірно, пов'язана з насиченістю верхніх шарів кори глибинними породами основного-ультраосновного складу та приурочені до Капітанівської зони глибинного розлому. Остання за геолого-геофізичними даними інтерпретується як фронтальна частина Ємелівсько-Первомайської шар'яжної зони. Тому відомі невеликі за розміром тіла ультрабазитів капітанівського комплексу є, очевидно, тектонічними відторженцями і представляють макробудини.
За своїми умовами формування та геологічною будовою прояви хромітів мають певну схожість і відносяться до типових пізньомагматичних утворень, які зосереджуються серед серпентинізованих дунітів та перидотитів. Рудні тіла представлені переважно лінзами, або субпаралельними, часто розгалуженими жилами незначної потужності (від 0,1 до 10,0 м, іноді більше), протяжність яких коливається від перших метрів до перших сотень метрів. Подекуди спостерігаються пережими або навіть повне виклинювання їх як по простяганню, так і по падінню. Падіння рудних тіл здебільшого вертикальне або субвертикальне. Розмах зруденіння на глибину тільки в окремих випадках перевищує 100 та більше метрів. Кількість рудних покладів в межах одного об'єкту коливається від 1 до 6. За текстурними особливостями розрізняються суцільні та густовкраплені руди, головним рудним мінералом яких виступають хромшпінеліди. Вміст останніх становить до 80—94 % у суцільних і 50—80 % у густовкраплених рудах. З нерудних присутні хризотил, антигорит, хлорит, хромдіопсид та ін. Іноді зустрічаються магнетит, пентландит, пірит, халькопірит. Рудні тіла являють собою чергування суцільних з густо вкрапленими різновидами. Останні мають підпорядковане значення. Вміст Cr2O3 становить від 30 до 45 % в суцільних та від 6 до 28 % у густовкраплених рудах. На деяких проявах (зокрема на Капітанівському родовищі ІІІ-3-194) виявлено аномальний вміст платини (до 2,0 г/т) та платиноїдів (Pd –– 0,01 г/т) в ультраосновних породах, але характер їх розподілу вивчено незадовільно. Крім того, з корою вивітрювання масивів гіпербазитів капітанівського комплексу, в яких виявлено поклади хромітів, пов'язані прояви силікатних кобальт-нікелевих іноді з залізом руд з промисловими або некондиційними параметрами.
На цей час по двох родовищах підраховано та затверджено запаси категорії C1, а по інших об'єктах, в залежності від ступеня вивченості, підраховано перспективні ресурси категорій P1, P2 та прогнозні –– P3.
Промисловий інтерес становлять Капітанівське, Липовеньківське родовища та Заводський рудопрояв. Інші прояви хромітів, зважаючи на параметри їх рудних тіл та вміст Cr2O3, практичного значення не мають. За результатами технологічних випробувань суцільні хромітові руди можуть безпосередньо використовуватися для отримання сплавів в електропечах чи при виробництві феронікелю з підвищеним вмістом хрому по технології Побузького нікелевого комбінату.
Найбільш яскравим представником хромітового зруденіння є Капітанівське родовище, розвідане та вивчене І. Й. Шевчишиним наприкінці 50-х років. Зруденіння пов'язане з однойменним масивом серпентинітів капітанівського комплексу. Майже всі рудні поклади локалізовані у найбільш послабленому західному контакті масиву з породами рами. Переважна більшість рудних тіл сконцентрована в південній частині інтрузії і представлена системою зближених субпаралельних, іноді розгалужених жил з роздувами, пережимами, подекуди з повним виклинюванням як по падінню, так і по простяганню. Потужність тіл від 0,1 до 16,0 м (до 40 м у роздувах), протяжність –– від перших десятків до 600 метрів. Розмах зруденіння на глибину становить понад 300 м. Падіння тіл вертикальне та субвертикальне. Руди складені хромшпінелідами, вміст яких становить 80—94 % в суцільних та 50—80 % в густо вкраплених рудах. Нерудні мінерали та сульфіди представлені асоціацією, яка наводилася вище. Пухкі руди у зоні лінійно-площової кори вивітрювання містять опал, халцедон, кальцит, мінерали групи лімоніту, окисли марганцю, нікелю, нонтроніт. Вміст Cr2O3 коливається на рівні 32,0—48,7 % та близько 29,14 % у суцільних та густо вкраплених рудах відповідно.